# Gambara Nakute mo ee Nende!!
Singles de S/mileage
Yume Miru Fifteen
(2010) Onaji Jikyū de Hataraku Tomodachi no Bijin Mama
(2010)
Singles par Lilpri
Little Princess Pri!
(2010)
 ○○ Gambara Nakute mo ee Nende!!  (○○ がんばらなくてもええねんで!!, ou Ganbaranakutemo Eenende!!) est le 2e single "major" (et 6e single au total) du groupe de J-pop S/mileage.

## Présentation
Le single, écrit, composé et produit par Tsunku, sort le 28 juillet 2010 au Japon sur le label hachama, deux mois seulement après le précédent single du groupe, Yume Miru Fifteen. Il atteint la 6e place du classement des ventes de l'oricon, et reste classé pendant quatre semaines. Il sort aussi en trois éditions limitées notées "A", "B", et "C", avec des pochettes différentes et contenant chacune un DVD différent en supplément. Le single sort aussi au format "Single V" (vidéo DVD contenant le clip vidéo) une semaine plus tard, le 4 août 2010, ainsi que dans une édition limitée "Event V" (DVD) vendue uniquement lors de prestations du groupe.
La chanson-titre figurera en fin d'année sur le premier album du groupe, Warugaki 1, ainsi que dans une version remixée sur la compilation annuelle du Hello! Project Petit Best 11. Le single contient deux autres chansons, en plus de la version instrumentale de la chanson-titre : Gambara Nakute mo Iin da yo!! et Smile Bijin.

## Formation
Membres du groupe créditées sur le single :
- Ayaka Wada
- Yūka Maeda
- Kanon Fukuda
- Saki Ogawa

## Liste des titres
Single CD
1. Gambara Nakute mo ee Nende!!  (○○ がんばらなくてもええねんで!!?)
2. Gambara Nakute mo Iin da yo!!  (○○ がんばらなくてもいいんだよ!!?)
3. Smile Bijin  (スマイル美人?)
4. Gambara Nakute mo ee Nende!! (instrumental)  (○○ がんばらなくてもええねんで!!...?)

DVD de l'édition limitée "A"
1. Gambara Nakute mo ee Nende!! (Dance Shot Ver. Black)  (○○ がんばらなくてもええねんで!!...?)

DVD de l'édition limitée "B"
1. Gambara Nakute mo ee Nende!! (Dance Shot Ver. White)  (○○ がんばらなくてもええねんで!!...?)

DVD de l'édition limitée "C"
1. Gambara Nakute mo ee Nende!! (Close-up Ver.)  (○○ がんばらなくてもええねんで!!...?)

Single V (DVD)
1. Gambara Nakute mo ee Nende!!  (夢見る 15歳?) (clip vidéo)
2. Gambara Nakute mo ee Nende!! (Another Ver.)  (○○ がんばらなくてもええねんで!!...?)
3. Making of  (メイキング映像?)

Event V (DVD)
1. Ganbara Nakutemo Iin da yo!! (Music Video)  (○○ がんばらなくてもいいんだよ!! ...?)
2. Ganbara Nakutemo Iin da yo!! (Close-up Ver.)  (○○ がんばらなくてもいいんだよ!! ...?)
3. Gambara Nakute mo ee Nende!! (Wada Ayaka Close-up Ver.)  (... 和田彩花 Close-up Ver.?)
4. Gambara Nakute mo ee Nende!! (Maeda Yūka Close-up Ver.)  (... 前田憂佳 Close-up Ver.?)
5. Gambara Nakute mo ee Nende!! (Fukuda Kanon Close-up Ver.)  (... 福田花音 Close-up Ver.?)
6. Gambara Nakute mo ee Nende!! (Ogawa Saki Close-up Ver.)  (... 小川紗季 Close-up Ver.?)